# 三國志シリーズ
三國志シリーズ（さんごくしシリーズ）は、コーエーテクモゲームス（旧・光栄→コーエー）が発売している歴史シミュレーションゲームのシリーズ。シリーズの世界累計出荷数は2020年時点で900万本を突破した。
タイトルの後ろに副題が付く同社作品の「信長の野望シリーズ」とは異なり、作品ごとにタイトルの後に番号が付く形式となっている（第10作目まではローマ数字だったが、11作目からはアラビア数字になった）。

## 概要
後漢末期から三国時代に掛けて、中国大陸に割拠した君主（群雄）の一人となり、中国統一を目指す。基本は戦争により敵君主の支配地を攻め取って行くが、計略や外交などを駆使し、敵を弱体化させることもできる。また、農地開発や商業投資などを行い、税収を増やして行くのも基本。『信長の野望』とは異なり、シリーズ第1作から「配下武将」の概念が存在し、優秀な人材を在野から登用し、あるいは他勢力から引き抜き、活用することが作品の大きな柱となっている。
第2作までは、一部の君主はプレイヤーが選択できなかった（ノンプレイヤーキャラクター）が、第3作からは全君主を選べるようになった。また、作品によっては、君主以外の身分の人物を主人公に選ぶこともできる。さらに、『三國志II』以降は「新君主」としてプレイヤーの作成したオリジナル人物を君主として登場させることができるようになり、作品を経るごとに、オリジナル人物を初めからゲームに登場する人物の血縁関係にするなど、細かく設定できるようになっている。
パソコン版『三國志III』の改造データの販売に対して訴訟（三國志III事件）を起こしたが、裁判所は改造データを配ること自体が著作権侵害ではないと請求を棄却した。これを受けて、『三國志IV』以降はゲーム内容を拡張する「パワーアップキット」（以下、PK）を必ず発売するようになり、その中にデータ編集機能も付属している。
なお、タイトルの表記は「三國志」が正しく、「三国志」ではない。三国志関連の類似商品との差別化を図るため、活字媒体でも一貫して「三國志」の表記が用いられており、新字体（当用漢字）での「三国志」表記はマスメディアでの正字体の使用を認めない場合に主として使用される。なお、「三国志ツクール」についてのみ、例外的に「三国志」が正式表記である。
シブサワ・コウ35周年を記念して2016年よりSteamで過去の三國志シリーズのダウンロード販売が開始された。

## ゲーム内容
ゲームの基本的な流れは作品を通じてほぼ共通している。通常は内政で国力を高め、優秀な人材を登用し、隣国を攻め、戦後処理（治安の回復など）を行い、再び隣国を攻めることになる。主な内政コマンドは、開墾、商業、巡察、兵糧施し、改修等である。主な軍事コマンドは訓練、徴兵、募兵（質の高い兵士が集まる）、戦争などがある。主な計略コマンドには駆虎呑狼の計（敵の城主に謀反を促す）、二虎競食の計（君主同士の友好度を低下させ戦争を促す）、埋伏の計（敵に武将を忍び込ませる）、離間の計（武将と君主を仲たがいさせる）、流言（敵の住民治安度を低下させる）などがある。主な人材コマンドには探索、登用、褒美、解雇などがある。主な外交コマンドには同盟、破棄、贈り物、共同作戦、勧告などがある。以上のコマンドを駆使して時には他国を利用し時には敵対しながら、最終目的である中華統一を目指していくこととなる。なお、タイムリミットが設定されており、350年になると強制的にバッドエンドとなる作品が多い（とはいえ年数が経つにつれ武将が次々と死んで攻め込みやすくなるため、普通にプレイすればタイムリミットでゲームオーバーとなることはまずない）。
第4作までは、1国（1都市）に最低1人は武将を配置しないと、どの君主も支配していない空白地になった。そのため、後半の年代では武将の頭数不足によって「全ての国（都市）を支配する」という勝利条件を満たせず、クリア不能に陥る事態もあり得た。初期の作品では特に後半の年代は人材不足で、第4作で初期の人物を削り、代わりに後期の人物を追加する調整を行っている。第5作以降は、一度いずれかの君主の支配下に入った都市は、武将不在となっても空白地にならなくなり、1勢力に最低1人（つまり君主のみ）残っていればクリア可能になった。もちろん、武将不在都市に攻め込まれた場合、自動的にその都市は奪われてしまう（作品によっては、在野武将や放浪軍が都市を乗っ取ることもある）。また、勝利条件を「自勢力以外の全ての勢力を滅ぼす（あるいは従属させる）」こととして、必ずしも全ての国（都市）を支配しなくても（空白地が残っていても）ゲームクリアとする作品もある。

### 時代考証と登場人物の設定
当初、本シリーズの時代背景や登場する人物の能力や設定は、小説『三国志演義』（以下、演義）や、吉川英治の小説『三国志』（以下、吉川三国志）など『演義』をベースにした作品に準拠していた。登場する人物は『演義』や『吉川三国志』に登場する人物に限られ、しかも後漢末期の人物がほとんどであった。このため、『三國志』というタイトルでありながら、実際に三国鼎立となった220年以降は人物が少なく、ゲームを進めることが困難になることもあった。また、時代背景として、『三國志II』以降、ある一定の条件下で「歴史イベント」が起こるようになった（例：「三顧の礼」＝諸葛亮が劉備の配下となる）が、これも『演義』のストーリーを敷衍したものであった。
『三國志III』あたりから、次第に歴史書で正史の一つである『三国志 (歴史書)』（以下、正史）に基づく能力の再評価がされるようになった。この結果、初期の作品と近年の作品で能力が大きく違う人物もいる。また、パソコンやゲーム機の性能向上やゲームの複雑化もあり、正史には記述があるが『演義』には登場しない人物の登場、正史に基づく歴史イベントの追加など、正史も含めた設定や考証がされるようになった。年代的にも、280年の呉の滅亡の関係者まで網羅するようになっている。
人物の追加や削除の傾向としては、第1作から第3作までは、呂覇（呂蒙の子）などの例外はあるが『演義』『吉川三国志』に登場する人物から武将が選定され、作品ごとに数が増やされた。第4作ではいったん整理され、正史に登場しない武将を中心に前半の武将が削られた代わり、後半の年代の武将が追加された（『吉川三国志』のみ登場する架空人物は、第3作以降の作品には登場しない）。第6作からは『演義』に全く登場しない、正史のみの武将も本格的に登場するようになった。以降も、作品によって初期武将重視や後期武将に目を配るなど比重の違いはあるが、第11作まで登場武将数は少しずつ増え続けた。しかし、第12作では、第4作以来となる武将削減が行われた。女性武将が増やされた代わり、後期武将を中心に180人以上が削られた。
ゲーム開始時のシナリオは、第1作では董卓が権勢を振るった189年から、劉備が入蜀を果たした215年までの年代を選ぶ形になっていた。歴史的には全て後漢時代であり、後漢滅亡（220年）後のシナリオが登場したのは第2作から、諸葛亮の死去（234年）後ののシナリオが追加されたのは第3作からである。『演義』ではもちろん、歴史的にも三国が興る発端と見られた黄巾の乱（184年）のシナリオが追加されたのは第5作からで、以降は細かな変動はあるが、黄巾の乱から三国時代中期までを開始年代にするシナリオ選定が確立した。第12作では、武将同様にシナリオも後期年代が削除され、最後のシナリオは214年開始と第1作より早くなった。しかし第13作では前作で削除された数多くの武将が再登場し、パワーアップキットでは後期シナリオも復活した。
一方で、『演義』のイメージも重視しており、正史での評価が低くても『演義』などで活躍した人物は、あまり評価を落としていない。また、『演義』にしか出てこないなど実在を疑われる人物も引き続き登場している。また、『吉川三国志』の影響を受けた作品もあり、『三國志II』では、魏の武将夏侯惇の読みが「かこうじゅん」だったり、芙蓉姫など小説の人物も登場したが、現在では変更されている。
こうして、『演義』や『吉川三国志』、横山光輝の『三国志』（シブサワ・コウも同漫画のファンであり文庫版にコメントが掲載されている）など、三国時代を題材にした創作物と、『三国志』『後漢書』『晋書』などの史書と、両方の記述を元にした設定に取り入れられることとなった。さらに同じコーエーの『真・三國無双』シリーズの発売によって、コーエー自身が作ったイメージの流入も起きている。
なお、『三國志11』『三國志13』では一部の人物のみ、一定の年齢を重ねることで顔グラフィックが変化する様になっている。主に加齢による壮年期以降の姿を描いたものが多いが、中には『演義』にて老将として描かれた黄忠の若い頃の姿や、隻眼になる前の夏侯惇の姿も存在する。
『三国志14』発売前のインタビューにおいてプロデューサーは、能力値100は三国時代の相対的トップでは無く、唯一無二の才ある絶対的な人物にのみ選定されるとの見解を述べた。このため『三国志14』では武力100の呂布、知力100の諸葛亮以外は項羽(武力)、劉邦(魅力)、韓信・白起・上杉謙信・チンギスハーン(統率)、張良・呂尚(知力)、嬴政・菅仲(政治)といった別時代の人物(古武将)に能力値100が設定されている。

## 作品一覧
関連書籍は全てコーエーからB5判ソフトカバーの書籍判で発売されている。

### パソコン、据え置き型ゲーム機
| 1985 | 三國志     |
| 1986 |            |
| 1987 |            |
| 1988 |            |
| 1989 | 三國志II   |
| 1990 |            |
| 1991 |            |
| 1992 | 三國志III  |
| 1993 |            |
| 1994 | 三國志IV   |
| 1995 | 三國志V    |
| 1996 |            |
| 1997 |            |
| 1998 | 三國志VI   |
| 1999 |            |
| 2000 | 三國志VII  |
| 2001 | 三國志VIII |
| 2002 |            |
| 2003 | 三國志IX   |
| 2004 | 三國志X    |
| 2005 |            |
| 2006 | 三國志11   |
| 2007 |            |
| 2008 |            |
| 2009 |            |
| 2010 |            |
| 2011 |            |
| 2012 | 三國志12   |
| 2013 |            |
| 2014 |            |
| 2015 |            |
| 2016 | 三國志13   |
| 2017 |            |
| 2018 |            |
| 2019 |            |
| 2020 | 三國志14   |

三國志・抄本三國志（1985年）
『抄本』は、FDドライブ2台装備のPCでなければプレイできなかった『三國志』から、一部シナリオと、「略奪」など使用頻度の低いコマンドなどを省き、ドライブ1台のPCでも動作可能としたもの。売価も安く設定された。後に発売されたファミリーコンピュータ版は、こちらがベース。
三國志II（1989年）
計略、新君主などの要素を追加
三國志III（1992年）
都市単位戦闘、新武将、統率能力、水軍能力の追加
三國志IV（1994年）
投石器・連弩などの兵器、捕虜武将が登場、都市単位から君主単位のターン制へ変更。パワーアップキット版の導入
三國志V（1995年）
陣形（陣形により有利不利がある）、名声（名声により君主の行動数が制限される）などの導入
三國志VI（1998年）
武将の年齢に比例する能力値、主義や派閥など
三國志VII（2000年）
全ての武将でのプレイが可能
三國志VIII（2001年）
『VII』の発展型。結婚や子育て、シナリオ数50以上
三國志IX（2003年）
再び君主制。3D一枚マップによる半リアルタイム制、城以外の拠点の登場
三國志X（2004年）
全武将プレイ。戦役の追加
三國志11（2006年）
君主制。3D一枚マップ、施設をマップ上に配置する箱庭内政
三國志12（2012年）
君主制。無料のオンライン対戦モード追加
三國志13（2016年）
全武将プレイ。シリーズ30周年記念作品。
三國志14（2020年）
君主制。3D一枚マップ。歴代最多の1000以上の武将

### 携帯型ゲーム機
- ゲームボーイ（GB）
  - 三國志 ゲームボーイ版（1992年9月30日発売）
- ゲームボーイカラー（GBC）
  - 三國志 ゲームボーイ版2（1999年7月30日発売） - ベースは『三國志II』
- ワンダースワン（WS）
  - 三國志 for WonderSwan（1999年4月1日発売）
  - 三國志II for WonderSwan（2000年4月6日発売） - ベースは『三國志II』
- ゲームボーイアドバンス（GBA）
  - 三國志（2001年11月30日発売） - ベースは『三國志IV』
- ニンテンドーDS（DS）
  - 三國志DS（2006年2月23日発売） - ベースは『三國志III』
  - 三國志DS2（2007年11月1日発売） - ベースは『三國志IV』
  - 三國志DS3（2010年2月18日発売） - ベースは『三國志V』
- ニンテンドー3DS（3DS）
  - 三國志（2013年9月19日発売） - ベースは『三國志V』
  - 三國志2（2015年8月6日発売） - ベースは『三國志III』
- PlayStation Portable（PSP）
  - 三國志V PSP版（2005年4月1日発売）
  - 三國志VI PSP版（2005年10月6日発売）
  - 三國志VII PSP版（2006年2月9日発売）
  - 三國志VIII PSP版（2007年3月21日発売）
  - 三國志IX with パワーアップキット PSP版 （2011年3月10日発売）
- PlayStation Vita（PS Vita）
  - 三國志12 PS Vita版（2013年2月7日発売）
  - 三國志13 with パワーアップキット PS Vita版（2017年5月25日発売）
- iPhone / iPod touch
  - 三國志 TOUCH（2009年10月28日発売）
  - 三國志 覇道（2020年9月15日発売）
  - 三國志VII （2020年12月16日発売）
- Android
  - 三國志 TOUCH（2011年9月10日発売）
  - 三國志 覇道（2020年9月15日発売）
  - 三國志VII （2020年12月16日発売）

### リコエイションゲーム（SRPG）（英傑伝シリーズ）
- 三國志英傑伝（1995年）
- 三國志孔明伝（1996年）
- 三國志曹操伝（1998年）

### ソーシャルゲーム（100万人シリーズ）
- GREE
  - 100万人の三國志（2010年）
- コーエーテムモゲームス（my GAMECITY）
  - 100万人の三國志special（2012年）※ただし2013年にリニューアルした
- Yahoo!モバゲー
  - 100万人の三國志special（2012年）
- dゲーム
  - 100万人の三國志（2013年）
- Mobage
  - 100万人の三國志special（2013年）※Yahoo!モバゲー版との共有可能
- コロプラ
  - 100万人の三國志（2015年）
- mixiゲーム
  - 100万人の三國志special（2016年）

### TRPG
- 三國志演技（1995年）

### その他
- 三国志ツクール（2015年、PC）
シリーズ30周年記念作品。「三國志II」を基にした、武将、地形、都市、音楽などを編集し「三國志II」のシステムで遊べるソフト。「信長の野望シリーズ」の他、タイアップ作品などの顔グラフィックなども使用可能。初期設定以外の一部コンテンツはダウンロードコンテンツ（DLC）になっている[5]。
- 妖怪三国志（2016年、ニンテンドー3DS）
発売元はレベルファイブ。『妖怪ウォッチ』シリーズとのコラボレーション作品。舞台は「さくら国」と言う架空の国になり、妖怪ウォッチシリーズのキャラクターが各武将になぞらえて登場する。
- 妖怪三国志 国盗りウォーズ（2018年、iOS・Android）
運営元はレベルファイブ。上記の続編にあたるソーシャルゲーム。

## スタッフ

### 歴代パッケージイラスト担当者
- 生頼範義（『II』から『IV』まで）
- 長野剛（『V』と『VII』以降）
- 永井一正（『VI』）

### 題字担当者
- 徐伯清（1926年 - 2010年10月9日）中国の書家。本来の表記は「志國三」と書いて右から読ませるものだった。しかし、2作目以降はタイトルの後に番号が付く形式となってわかりにくいため、「三國志◯」と左から読む表記になっている）

### 歴代音楽作曲者
- 菅野よう子（『I』）
- 向谷実（『II』『III』[6]）
- 長生淳（『IV』）
- 服部隆之、松井達夫（『V』）
- つのごうじ（『VI』）
- 長谷川智樹（『VII』）
- 長谷部徹 （『VIII』）
- 栗山和樹（『IX』）
- 池頼広（『X』『11』）
- 大塚正子（『12』『13』[6]）
- 坂本英城、大塚正子（『14』）